# 둔전제일초등학교
둔전제일초등학교는 대한민국 경기도 용인시 처인구에 있는 공립 초등학교이다.

## 학교 연혁
- 2009.01.02 학교 설립 인가
- 2009.03.01 둔전제일초등학교 개교
- 2009.03.01 제1대 고재형 교장 취임
- 2009.03.01 16학급 편성(일반 16, 유치원2)
- 2010.03.01 21학급(일반 17, 유치원 3, 특수 1)
- 2011.03.01 제2대 이임현 교장 취임
- 2011.03.01 22학급 편성(일반 18, 유치3, 특수 1)
- 2012.03.10 제3회 93명 졸업(3학급)
- 2012.03.02 초등 21학급(특수반1), 유치원 3학급 편제
- 2012.06.21 용인시 종합체육대회 단체부문 3위
- 2012.09.14 제6회 교육장배 학교스포츠클럽대회 배드민턴(남) 1위
- 2012.10.27 제6회 교육감배 학교스포츠클럽대회 배드민턴(남) 준우승
- 2013.02.15 제4회 87명 졸업(3학급)
- 2013.03.02 초등 23학급(특수반1), 유치원 1학급 편제
- 2013.04.01 2013년도 대안교실 운영교 지정
- 2013.06.12 용인시 청소년 종합예술제 락밴드 최우수상
- 2013.06.25 용인시 종합체육대회 단체경기 2위
- 2014.02.14 제5회 104명 졸업(4학급)
- 2014.03.03 초등 24학급(특수반1), 유치원 3학급 편제
- 2014.03.10 초등 25학급 편제
- 2014.09.01 제3대 송주섭 교장 취임
- 2015.02.13 제6회 81명 졸업(3학급)
- 2015.03.02 초등 27학급(특수반2), 유치원 3학급 편제